# Espada ropera

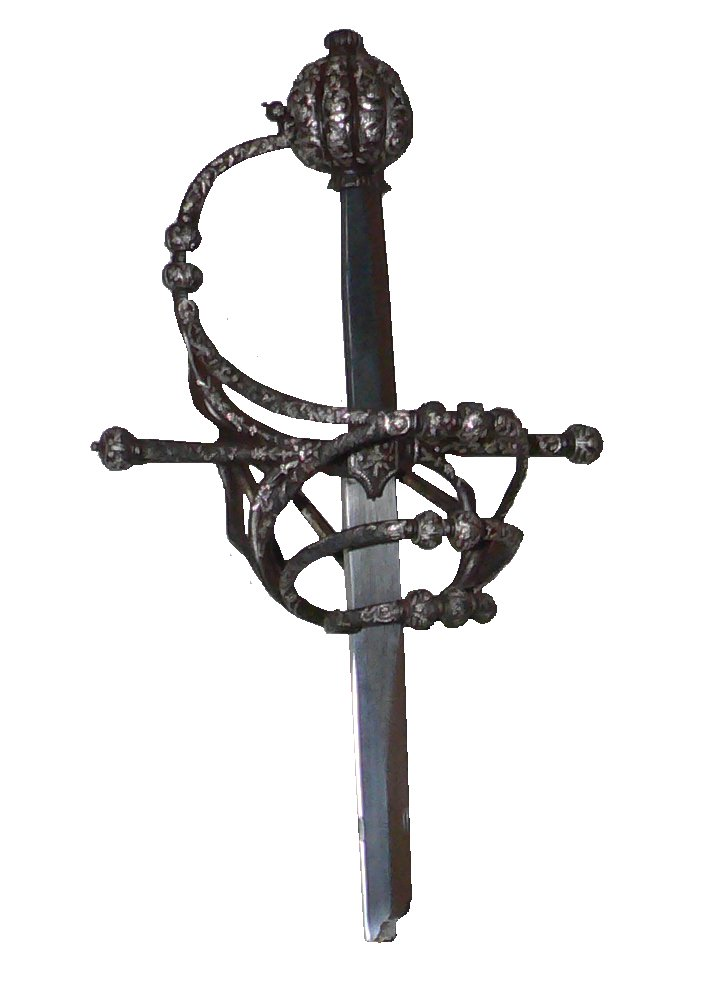
Espada ropera con guarnición de lazo. Data de los años 1580 a 1600.

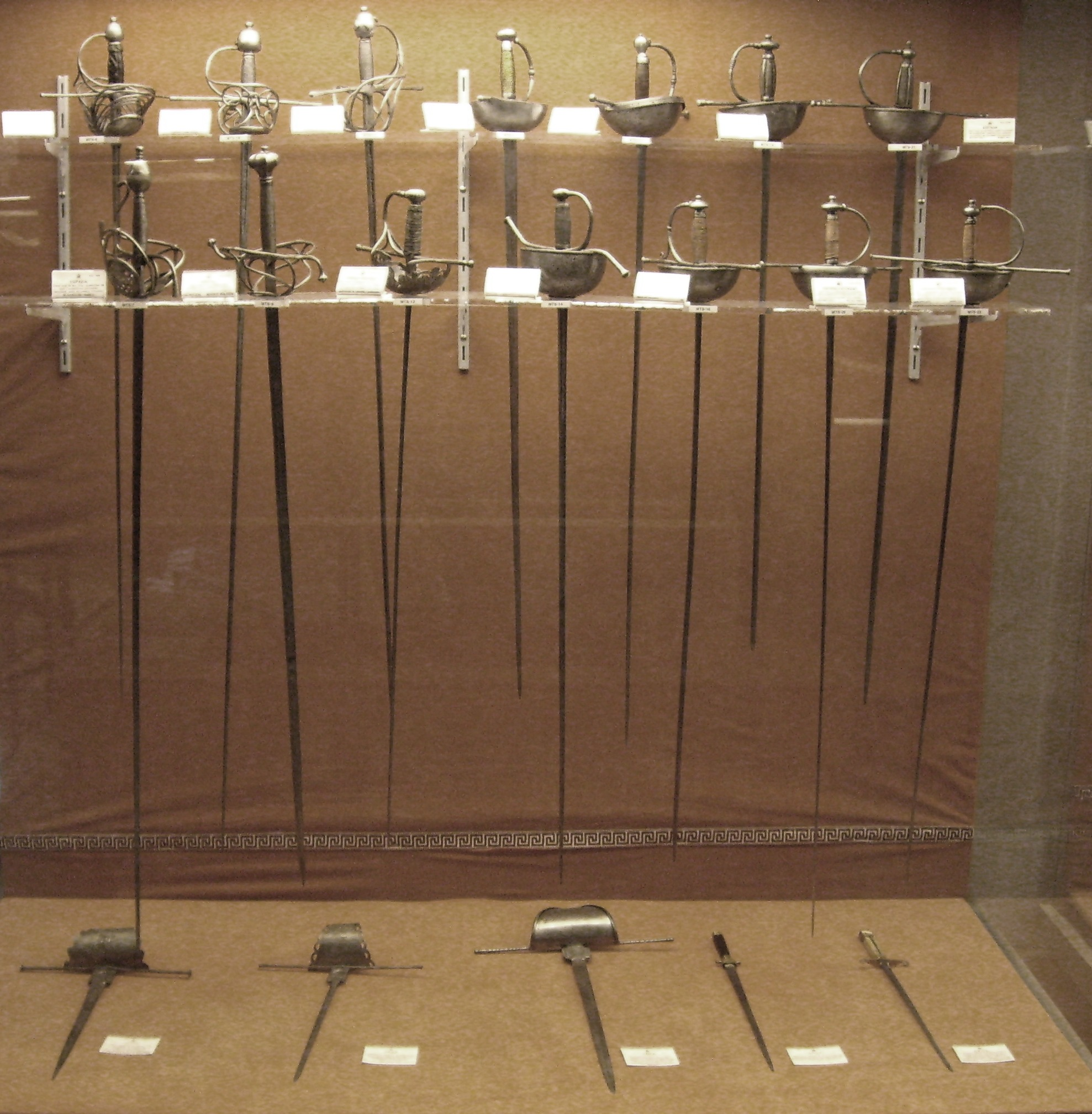
Espadas roperas en el Museo Histórico Militar de Sevilla. Las de la izquierda son del y a la derecha del. Es interesante porque se ve la evolución de la espada ropera, de tener una serie de «arcos metálicos» (de lazo) a tener prácticamente cubierta la mano por placas de metal (de concha), para finalmente tener forma de taza.

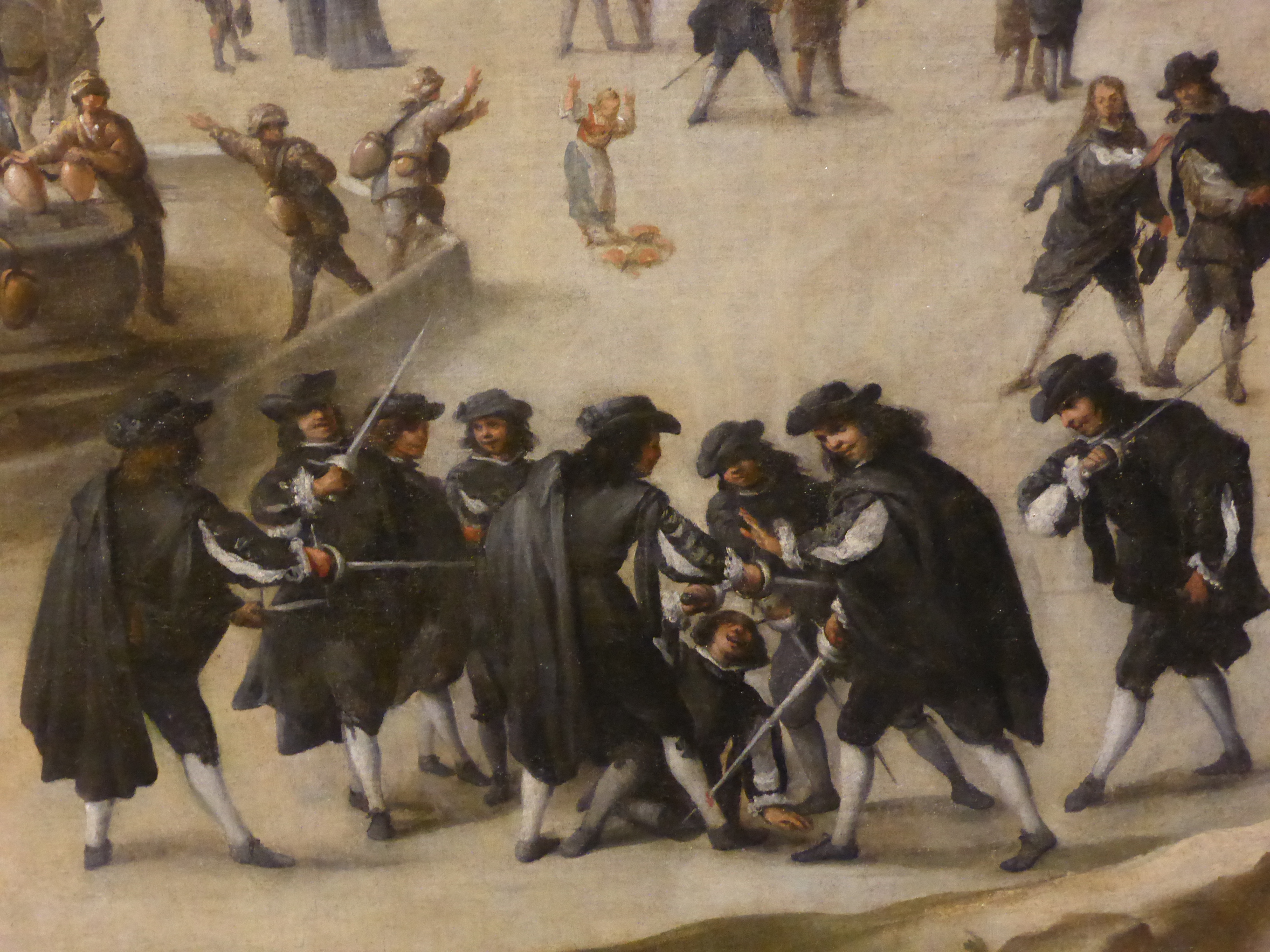
Detalle de la pintura Milagro de la Virgen de Atocha en las obras de construcción de la Casa de la Villa, hacia los años 1676-1700. El tema es la salvación de un caballero víctima de un lance de capa y espada. Museo de Historia de Madrid.

La expresión «espada ropera» surge en el Renacimiento en España para designar cierta clase de espada de hoja recta y larga, esgrimida a una mano. Se la llama espada ropera porque se cargaba como un aditamento de la ropa, generalmente usada como accesorio de moda y como arma de duelo, defensa personal y militar.
Su nombre es de origen español y aparece registrado por primera vez en las Coplas de la panadera, de Juan de Mena, escritas entre 1445 y 1450 aproximadamente:

Di, Panadera.

Un miércoles que partiera

el príncipe don Enrique

a buscar algún buen pique

para su espada ropera,

saliera sin otra espera

de Olmedo tan gran compaña,

que con mui fermosa maña

al Puerto se retrujera.

Otro documento en el que se cita una espada ropera es el inventario de objetos pertenecientes al duque Álvaro de Zúñiga (1468). En Francia se habla por primera vez de la espada ropera (la rapière) en documentos en torno a 1474. Edwart Oakeshott, en su libro European Weapons and Armour, indica que ya a principios del siglo XVI el término estaba bien establecido en Francia, adoptándolo pronto los ingleses. Sin embargo, esta clase de espada tuvo detractores como George Silver, quien se opuso a su uso por tentar a los hombres a tener duelos.
Su periodo de máximo esplendor podríamos situarlo entre 1525 y 1675 aproximadamente, siendo reemplazada progresivamente por el espadín típico del siglo XVIII, de origen francés.
Al menos en el siglo XVI, una espada ropera no era tan solo un arma para su uso exclusivo de punta, con hoja de sección estrecha y aguzada. En realidad, en la España de la época cualquier espada destinada a un uso de duelo y de vestir, acompañando a las vestimentas de un civil (o de un militar en traje civil), era denominada ropera, quedando, por tanto, fuera de esta denominación solo las espadas puramente militares, de guarnición sencilla. Encontramos, por tanto, durante este periodo elaboradas guarniciones de lazo, acompañando a hojas relativamente anchas, apropiadas para un uso tanto de punta como de corte, y aún estaremos frente a una espada ropera. Incluso a finales del siglo siguiente (ya hacia 1660-80), cuando las hojas de fina sección cuadrangular o romboidal (llamadas verduguillos) son ya moneda común, algunas espadas civiles de hoja ancha volvieron a estar de moda en España, siempre montando guarniciones propias de auténticas espadas roperas.

## Morfología
Hay tres tipos de guarniciones que debemos considerar: guarniciones de lazo, de conchas y de taza, que de forma consecutiva van brindando una mayor protección a la mano que las empuña.
Una guarnición de lazo está compuesta por los gavilanes (la cruz, propiamente dicha), largos y generalmente no muy gruesos, un guardamano en forma de arco que protege los nudillos, uno o dos anillos perpendiculares al plano de la hoja, y una serie de ramas que unen entre sí todos estos elementos por el anverso o zona exterior, y por el reverso o zona interior de la guarnición. No todos estos elementos deben estar necesariamente presentes, y por ello algunos autores clasifican este tipo de guarniciones como de cuarto de lazo, medio lazo, tres cuartos y de lazo entero, en función del número de estos elementos presentes. Esta guarnición, habitual entre 1550 y 1620 aproximadamente, tiene su origen en las guarniciones de patillas de finales del siglo XV, y era realmente eficaz para parar cortes, pero en algunos casos la punta del rival podía introducirse entre los diferentes ramales y lastimar la mano que empuñaba el arma. Por ello solían usarse guantes de cuero relativamente gruesos al luchar con este tipo de espadas.
Conforme evolucionaba la esgrima hacia un uso cada vez mayor de la punta, se hizo necesaria una mayor protección de la mano, por lo que entre los anillos de la guarnición de lazo se añadían con frecuencia chapas metálicas (conchas). Con el tiempo estas conchas estuvieron formadas por una sola pieza de chapa de hierro o acero bilobulada, que se unía mediante un par de patillas a la cruz. Nacía así la guarnición de conchas, típicamente española, práctica y resistente, y que gozaría de un periodo de popularidad extremadamente largo.
Para incrementar aun más si cabe la protección de la mano, otras guarniciones prácticamente contemporáneas a las de conchas presentaban no una chapa bilobulada, sino un auténtico casquete semiesférico, que en la práctica tomaba la forma de un bol o taza, sostenido igualmente por un par de patillas. Esta taza, que da nombre a este tipo de guarnición, unida a los gavilanes y el guardamano, ofrecía un nivel de protección máximo de la mano, resultando simultáneamente bastante ligera. Su uso se extendió esencialmente por España e Italia, perdurando hasta bien entrado el siglo XVIII. Es la clásica guarnición que se asociaría mentalmente a una ropera.

## Partes de la espada

### Empuñadura
Las espadas roperas a menudo tienen empuñaduras complejas y amplias diseñadas para proteger la mano que empuña la espada. Los anillos se extienden hacia adelante desde el travesaño. En algunas muestras posteriores, los anillos están cubiertos con placas de metal, y a veces se convirtieron en las empuñaduras de copa de muchos estoques posteriores. Apenas hubo muestras que presentaran placas que cubrieran los anillos antes del siglo XVII. Muchas empuñaduras incluyen un arco de nudillos que se extiende hacia abajo desde el travesaño que protege la empuñadura, que generalmente era de madera envuelta con cuerda, cuero o alambre. Un gran pomo (a menudo decorado) asegura la empuñadura al arma y proporciona algo de peso para equilibrar la hoja larga.

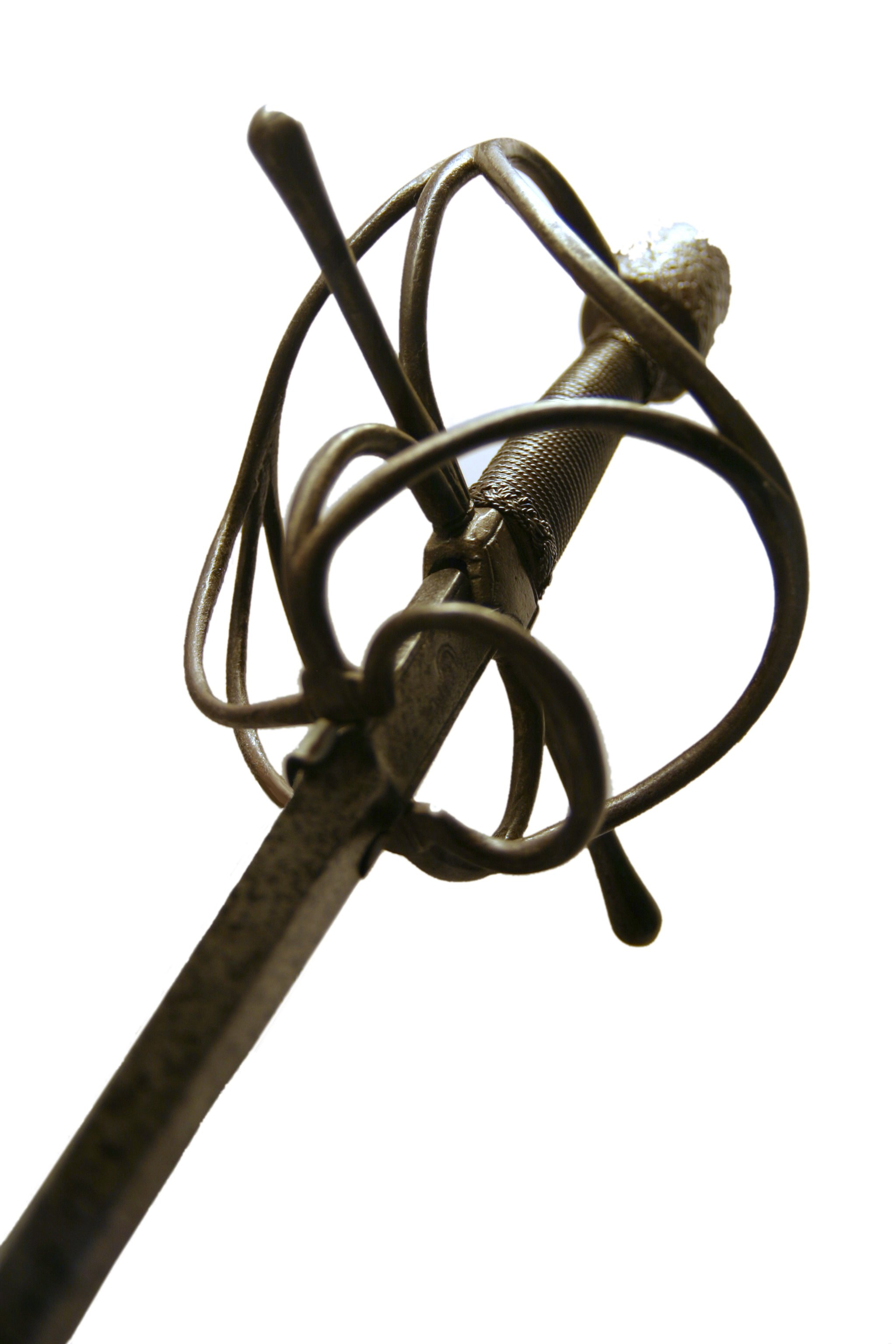
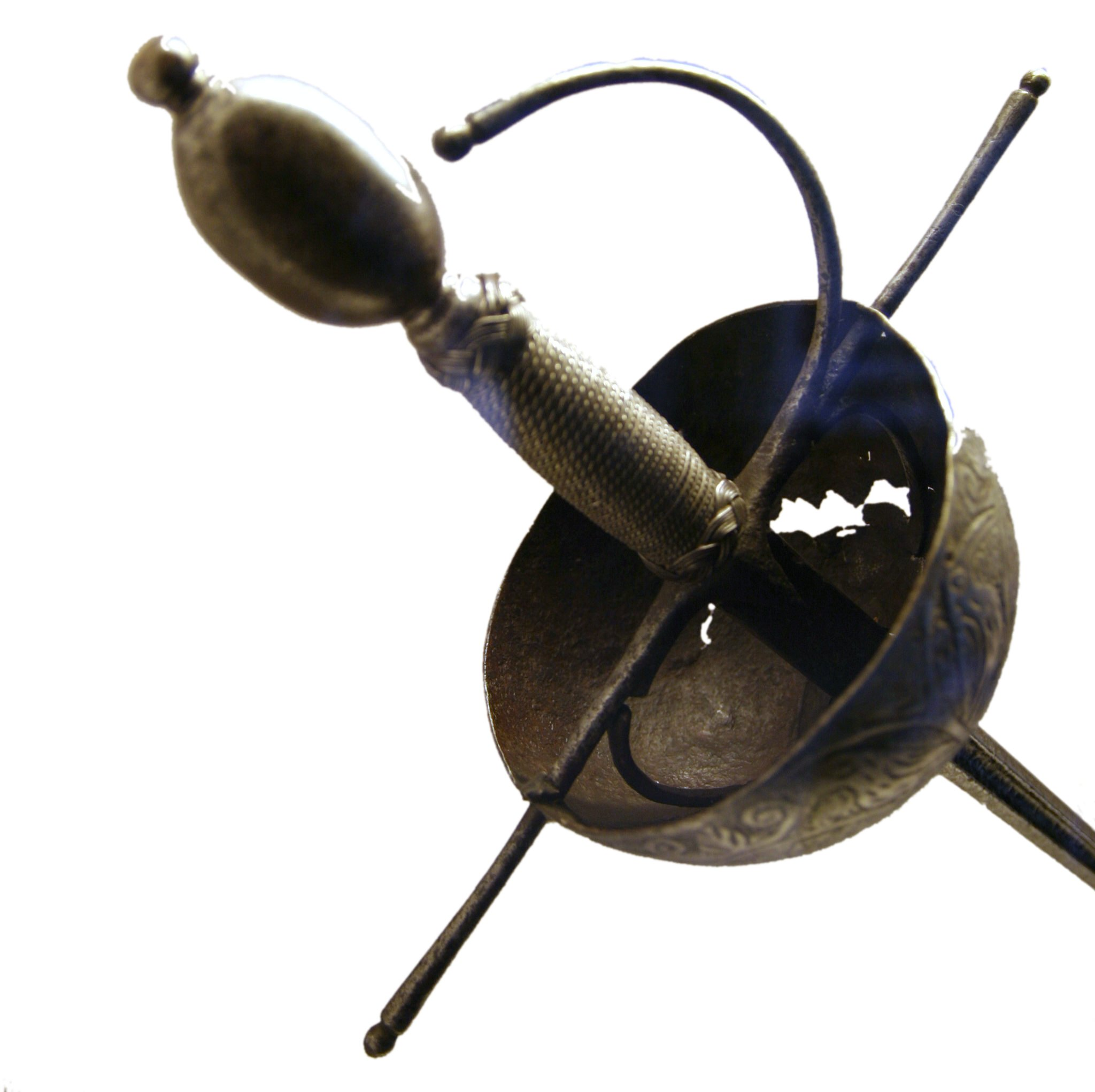
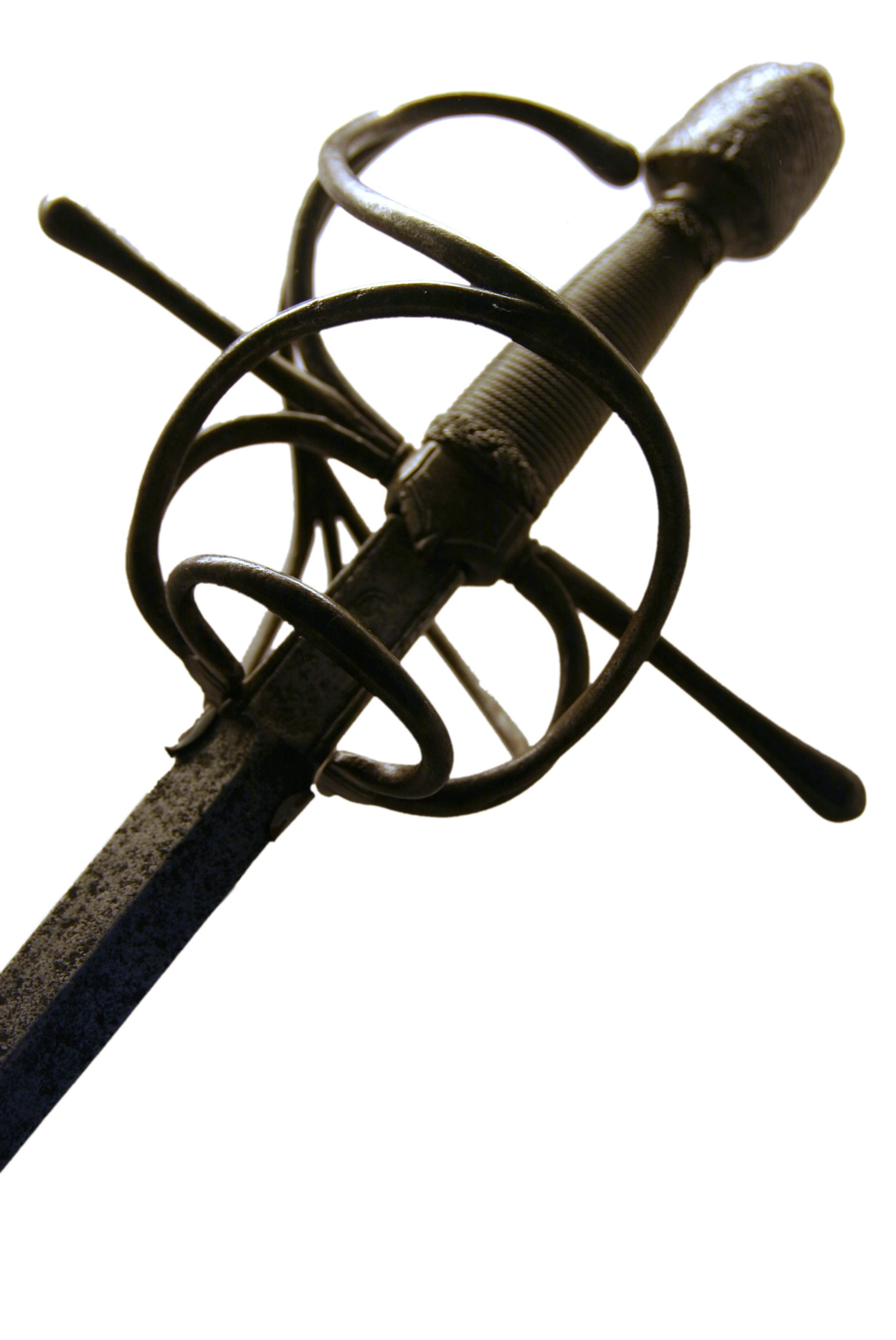
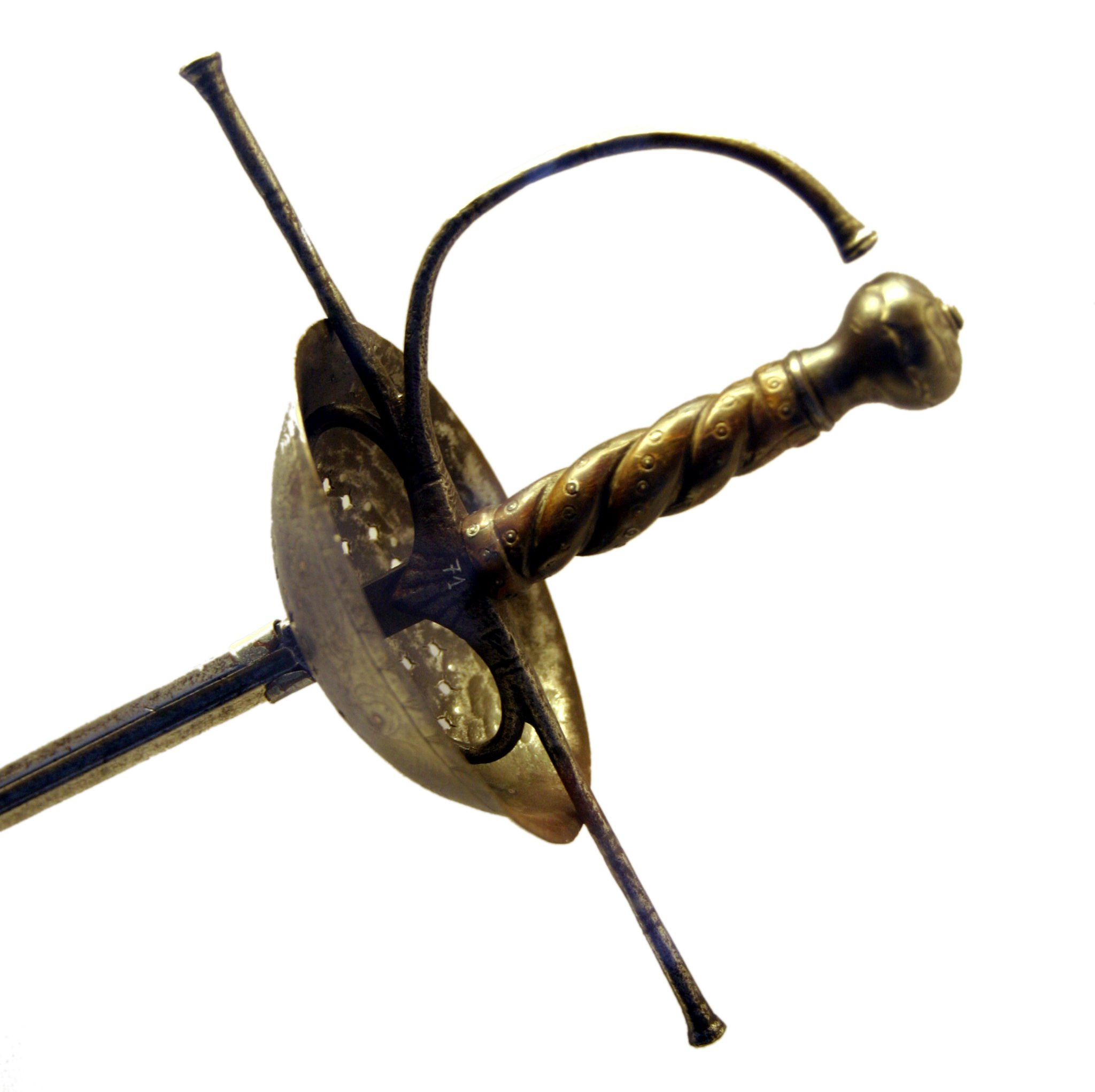

### Hoja
Varios maestros de la espada ropera dividieron la hoja en dos, tres, cuatro, cinco o incluso nueve partes. El forte, fuerte, es la parte de la hoja más cercana a la empuñadura; en los casos en que un maestro divide la hoja en un número par de partes, esta es la primera mitad de la hoja. El debole, débil, es la parte de la hoja que incluye la punta y es la segunda mitad de la hoja cuando la espada se divide en un número par de partes. Sin embargo, algunos maestros de la espada ropera dividieron la hoja en 3 partes (o incluso en un múltiplo de tres), en cuyo caso el tercio central de la hoja, entre el forte y el debole, a menudo se llamaba medio, mezzo o terzo. Otros utilizaron 4 divisiones (Fabris) o incluso 12 (Thibault).
El ricasso es la parte trasera de la hoja, generalmente sin afilar. Se extiende hacia adelante desde la cruceta y luego se integra gradualmente en la parte más delgada y afilada de la hoja.

### Longitud total
Hubo un desacuerdo histórico sobre cómo de largo debería ser la espada ropera ideal, con algunos maestros, como Thibault, denigrando a quienes recomendaban hojas más largas; La longitud recomendada por el propio Thibault era tal que la cruz de la espada estuviera a la altura del ombligo cuando se paraba de forma natural con la punta apoyada en el suelo. Se fabricó una pequeña cantidad de espadas roperas con hojas extensibles, de los cuales cuatro sobreviven en colecciones modernas. El propósito de la habilidad no está claro, con sugerencias que incluyen tratar de obtener la ventaja de la sorpresa en un duelo o un intento de eludir las leyes que limitan la longitud del arma.

## Armas secundarias
Las espadas roperas son armas de una sola mano y, a menudo, se empleaban con escudos, dagas, capas e incluso segundas espadas para ayudar en la defensa. Un broquel es un pequeño escudo redondo que también se usaba con otras hojas, como la espada armada. En Gran Simulacro de Capo Ferro, el tratado describe cómo usar el arma con la rotella, que es un escudo significativamente más grande en comparación con el escudo. Sin embargo, usar la espada ropera con su daga de parada es la práctica más común, y podría decirse que se ha considerado como el arma de acompañamiento más adecuada y efectiva para la espada ropera. Aunque la hoja delgada de la espada ropera permite al usuario lanzar un ataque rápido a una distancia bastante larga y ventajosa entre el usuario y el oponente y la empuñadura protectora puede desviar la hoja del oponente cuando él o ella también usa la espada ropera, el arma orientada al empuje se ve debilitado por su poder de corte reducido y su maniobrabilidad relativamente baja a una distancia más cercana, donde el oponente ha pasado con seguridad el alcance del punto mortal de la espada ropera. Debido a tal poder de corte y maniobrabilidad insuficientes en esta situación cuando el oponente pasa el punto mortal, este escenario deja una oportunidad para que el oponente ataque al usuario. Por lo tanto, se debe garantizar cierta protección de corto alcance para el usuario si tiene la intención de usar la espada ropera de una manera óptima, especialmente cuando el oponente usa una espada orientada a corte como un sable o una espada ancha. Una daga de parada no solo permite a los usuarios defenderse en este escenario en el que la espada ropera no es muy bueno para proteger al usuario, sino que también les permite atacar a una distancia tan corta.

## Técnicas de esgrima
La espada ropera, sin llegar a ser un arma pesada o incómoda de manejar, no es desde luego el tipo de arma que se ve en las películas «de mosqueteros». En el cine frecuentemente aparecen guarniciones de estilo ropera (normalmente de taza) unidas a hojas de espada o florete de moderna esgrima deportiva, algo más cortas y mucho más ligeras y flexibles que las auténticas hojas originales. La ropera era un arma de dimensiones considerables (algunas hojas superaban holgadamente el metro de longitud). La medida varía de acuerdo con el tamaño de la persona: en un momento se estandarizó su tamaño determinando que el largo de la hoja sumado al largo del brazo debía ser igual a la estatura de la persona, y un peso apreciable (cercano a un kilogramo), por lo que su esgrima debe adaptarse a este hecho. Por ejemplo, las acciones suelen darse en un solo tiempo (uniendo la parada y la respuesta en un movimiento continuado), dada su mayor inercia.
Aun así, una buena pieza de época que mantenga todos sus elementos originales (guarnición, puño y pomo) está dotada de un equilibrio tan perfecto que la hace mucho más rápida en la mano de lo que sus dimensiones puedan sugerir a primera vista. El punto de equilibrio de estas espadas suele situarse a unos cuatro dedos de la guarnición, aunque esto es muy variable y depende del uso previsto para cada pieza (esto es, favoreciendo en exclusiva la esgrima de punta o permitiendo su uso de corte).
La escuela española de esgrima con espada ropera se denomina verdadera destreza, fundada sobre las bases teóricas establecidas por Jerónimo Sánchez de Carranza en su obra De la Filosofía de las Armas y de su Destreza y la Aggression y Defensa Cristiana, publicada en 1569. Dichos principios fueron recogidos y perfeccionados por Luis Pacheco de Narváez, maestro de armas de Felipe IV, que publicó hasta once tratados de esgrima, siendo los más importantes Libro de las grandezas de la espada (1600), Cien conclusiones sobre las armas (1608) y Nueva Ciencia y Filosofía de la destreza de las armas (1632).

## Historia
La espada ropera del siglo XVI era un arma civil de corte y estocada para la autodefensa y el duelo, mientras que las armas anteriores se encontraban igualmente en casa en el campo de batalla. A lo largo del siglo XVI, se desarrollaron una variedad de nuevas armas civiles de una sola mano. En 1570, el maestro italiano Rocco Bonetti se estableció por primera vez en Inglaterra defendiendo el uso del estoque para empujar en lugar de cortar o acuchillar cuando participa en un duelo. Sin embargo, la palabra inglesa rapier generalmente se refiere a un arma principalmente de empuje, desarrollada hacia el año 1600 como resultado de las teorías geométricas de maestros como Camillo Agrippa, Ridolfo Capoferro y Vincentio Saviolo.
La espada ropera se puso muy de moda en toda Europa entre las clases más ricas, pero no estuvo exento de detractores. Algunas personas, como George Silver, desaprobaron su potencial técnico y el uso de duelo que se le dio.

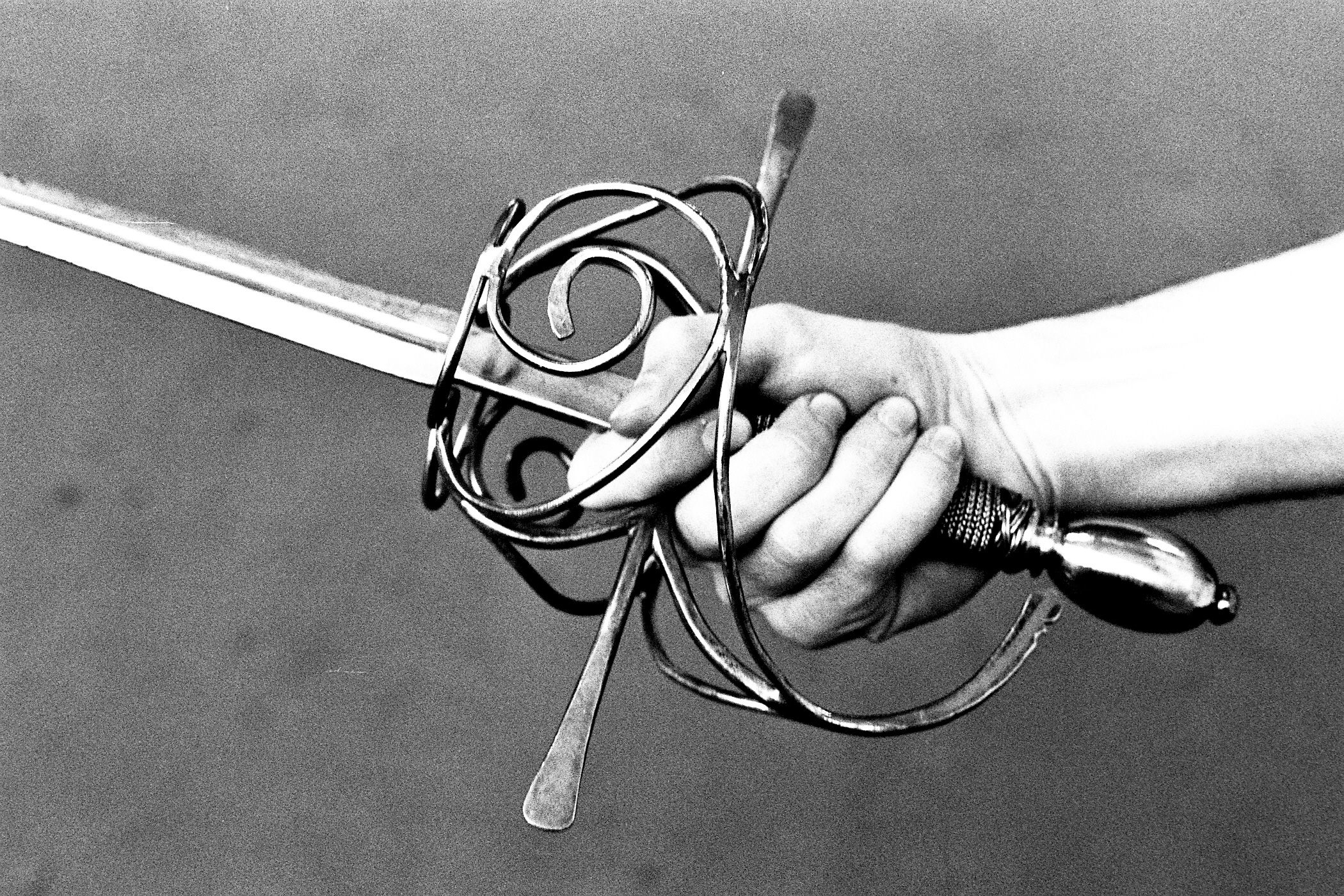
Empuñadura barrida, una moda italiana.
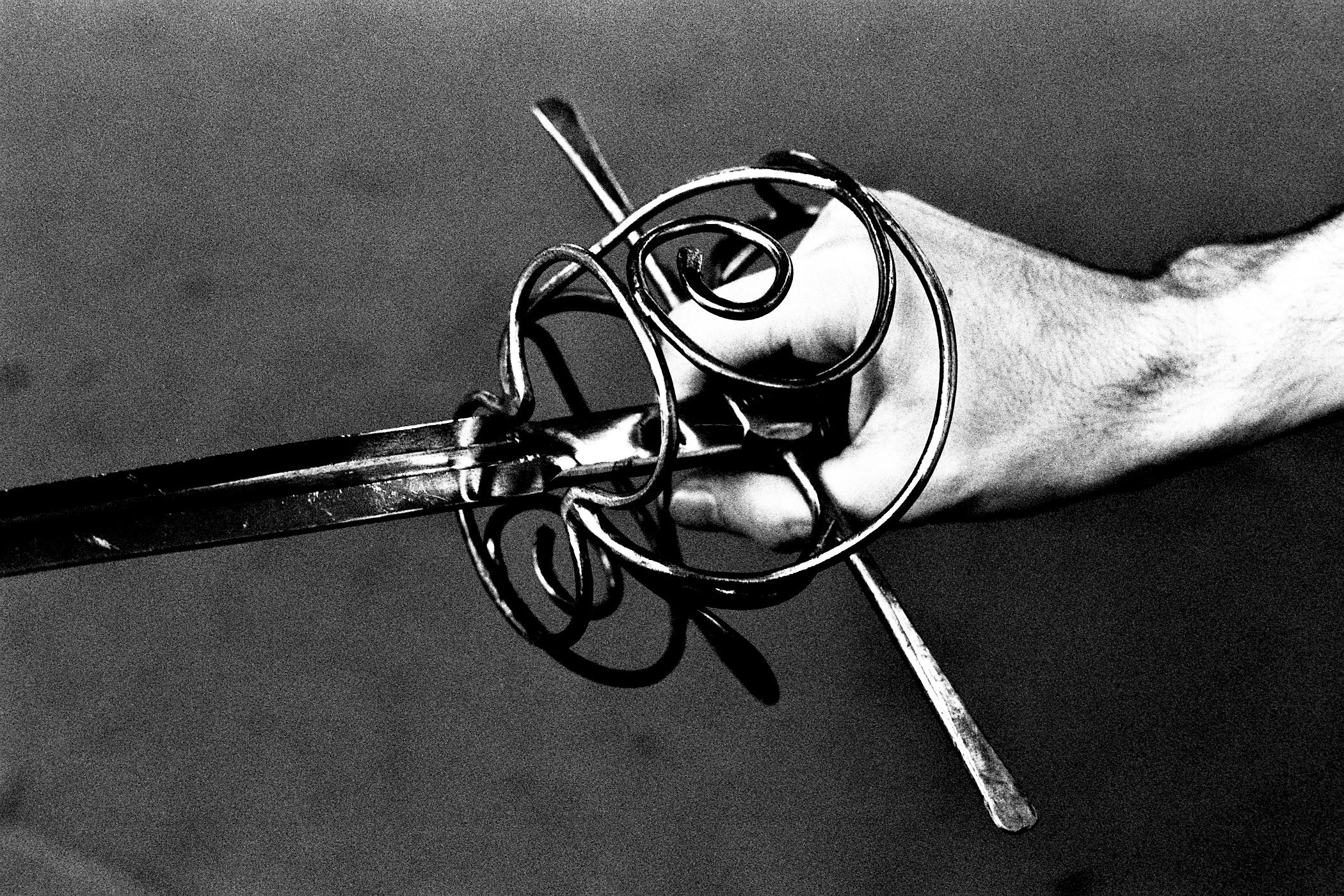
Empuñadura barrida, una moda italiana.
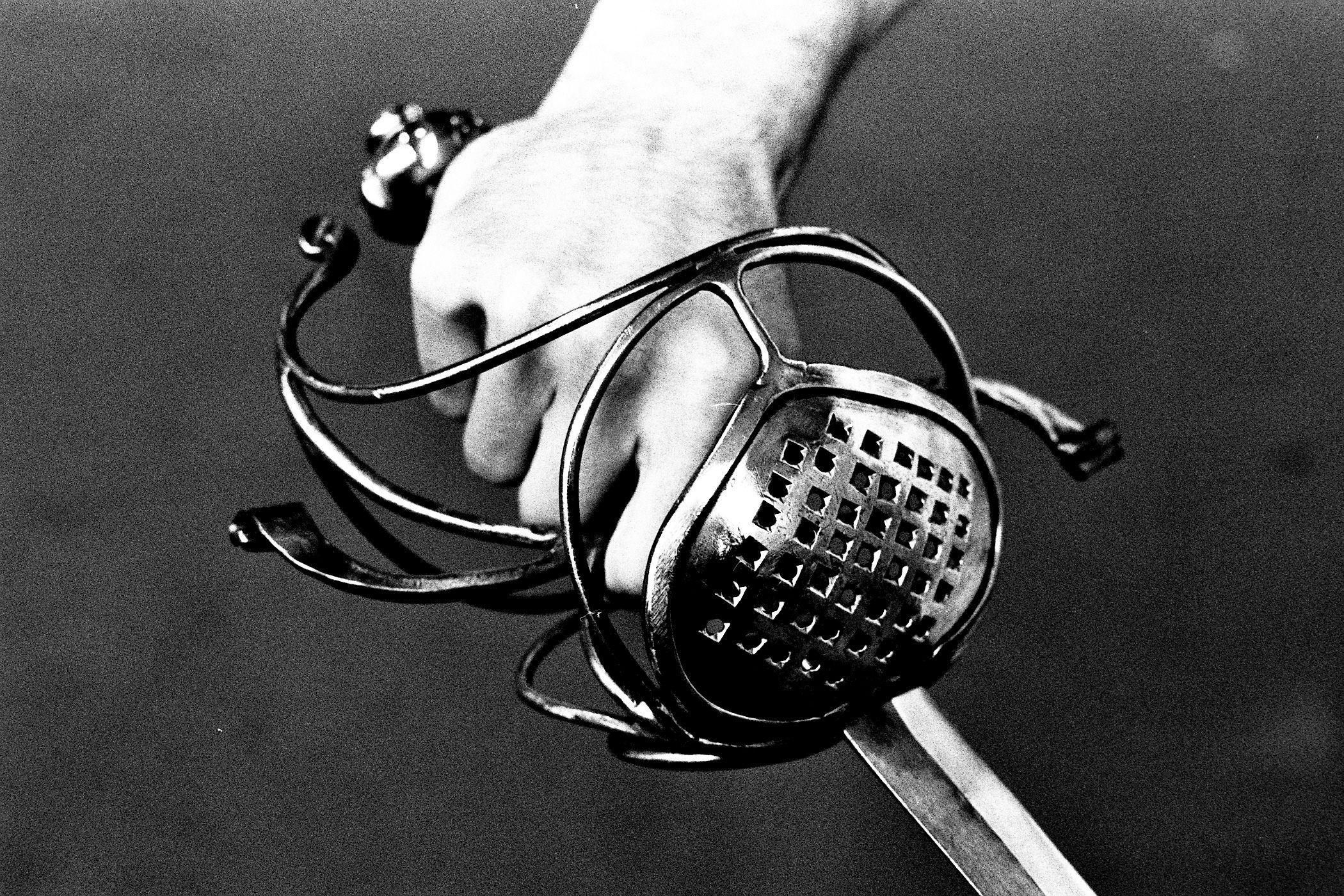
Pappenheimer, una innovación alemana.
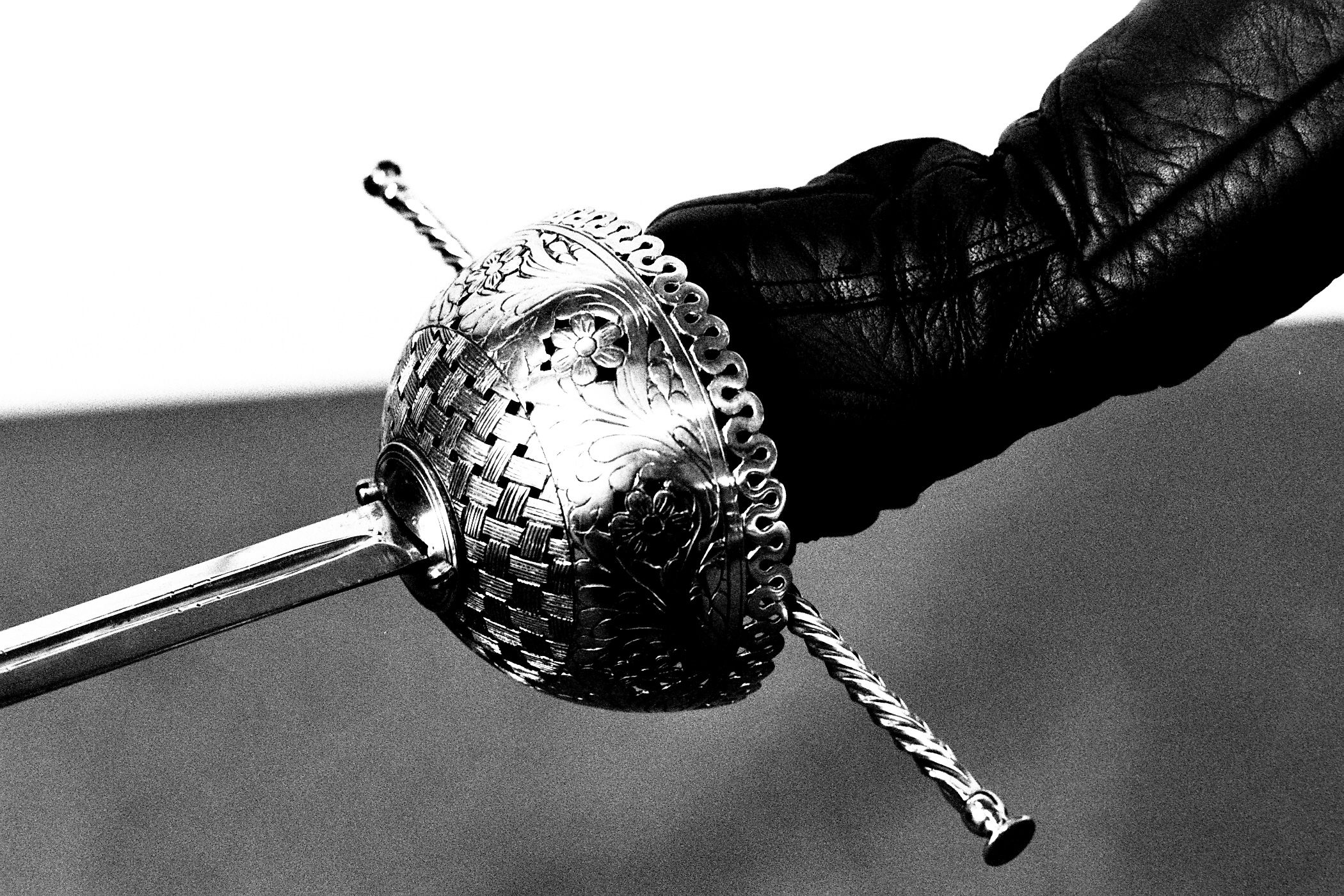
Empuñadura de copa, una moda española posterior creada a mediados del siglo XVII.

Permitiendo reacciones rápidas y con un largo alcance, la espada ropera se adaptaba bien al combate civil en los siglos XVI y XVII. A medida que las espadas cortantes y estocadas de estilo militar continuaron evolucionando para satisfacer las necesidades en el campo de batalla, la espada ropera continuó evolucionando para satisfacer las necesidades del combate civil y el decoro, y finalmente se volvió más liviana, más corta y menos incómoda de usar. Fue entonces cuando la espada ropera comenzó a dar paso a la colichemarde, que más tarde fue reemplazada por el espadín que más tarde fue reemplazada por la espada de esgrima. Notablemente, hubo algunas «espadas roperas de guerra» que presentaban una hoja relativamente ancha montada en una empuñadura de espada ropera típica durante esta época. Estas espadas híbridas se usaron en el ejército o incluso en el campo de batalla. Gustavo II Adolfo llevaba una espada que se usó en la Guerra de los Treinta Años y es un ejemplo típico de la «espada ropera de guerra».
Para el año 1715, la espada ropera había sido reemplazado en gran medida por el espadín más liviano en la mayor parte de Europa, aunque la primera continuó usándose, como lo demuestran los tratados de Donald McBane (1728), P. J. F. Girard (1736) y Domenico Angelo (1787). La espada ropera todavía se utiliza hoy en día por los oficiales de la Guardia suiza del papa.